# Balúchis
Os balúchis, baluchis, belúchis, beluchis ou baloches (em persa: بلوچ ) são um grupo étnico irânico supostamente originário do que são hoje a Síria e partes da Turquia e da Ásia Central. São aparentados dos curdos e de populações localizadas no Daguestão e na Chechênia. Ao longo dos séculos, teriam migrado para o atual Baluchistão, área dividida entre o Paquistão, o Irã e o sul do Afeganistão.
Falam a língua balúchi, considerada um idioma iraniano do noroeste, o que faz com que alguns os vejam como um povo iraniano. São predominantemente muçulmanos sunitas, embora haja também xiitas e zikri (esta, uma denominação menor do Islã). Aproximadamente 70 por cento da população balúchi vivem no Paquistão, com outros 20 por cento residentes na região lindeira no sudeste do Irã. A população total é estimada em cerca de 4 800 000 pessoas.

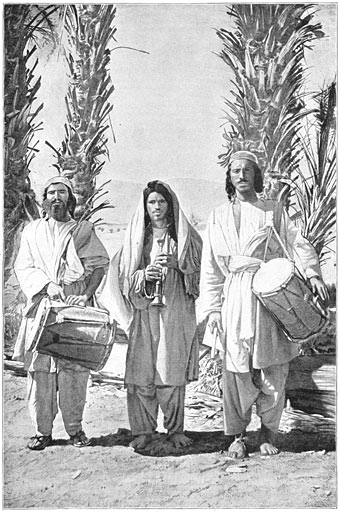
Músicos balúchis (1906)